# Сен-Мартен-де-Безас
Сен-Марте́н-де-Беза́с (фр. Saint-Martin-des-Besaces) — коммуна во Франции, находится в регионе Нижняя Нормандия. Департамент коммуны — Кальвадос. Входит в состав кантона Ле-Бени-Бокаж. Округ коммуны — Вир.
Код INSEE коммуны — 14629.

## Население
Население коммуны на 2010 год составляло 1161 человек.
| 1962 | 1968 | 1975 | 1982 | 1990 | 1999 | 2010 |
| ---- | ---- | ---- | ---- | ---- | ---- | ---- |
| 1239 | 1174 | 1049 | 981  | 986  | 1061 | 1161 |

## Экономика
В 2010 году среди 648 человек трудоспособного возраста (15—64 лет) 467 были экономически активными, 181 — неактивными (показатель активности — 72,1 %, в 1999 году было 67,5 %). Из 467 активных жителей работали 418 человек (231 мужчина и 187 женщин), безработных было 49 (20 мужчин и 29 женщин). Среди 181 неактивных 34 человека были учениками или студентами, 88 — пенсионерами, 59 были неактивными по другим причинам.